# Гарольд Фальтермаєр
Гарольд Фальтермаєр (нім. Harold Faltermeyer; нар. 5 жовтня 1952, Мюнхен, Німеччина) — німецький музикант-клавішник, композитор і продюсер. Найвідоміший роботою над фільмом «Поліцейський з Беверлі-Гіллз» (1984).

## Кар'єра
Народився в Мюнхені в 1952 році. Ім'я при народженні: Ганс Гуґо Гарольд Фальтермаєр (нім. Hans Hugo Harold Faltermeier). У шість років почав навчатися гри на фортепіано, а в одинадцять у нього виявили абсолютний музичний слух. Навчався в Мюнхенській музичній академії, паралельно працюючи в звукозаписній студії. Його першою удачею стала робота над дебютним альбомом Аманди Лір в 1977 році. У 1978 знайомиться з Джорджіо Мородером, з яким потім довго буде співпрацювати. Разом з ним Гарольд працював над альбомами Донни Саммер, а також над саундтреками до фільмів Опівнічний експрес, Американський жиголо, Лисиці, Викрадач сердець і Найкращий стрілець.
Протягом 80-х продовжував писати музику до кінофільмів і продюсувати інших виконавців. Працював над аранжуванням пісень для альбому Self Control (1984) Лори Бреніген.
Написав саундтрек до комп'ютерної гри Jack Orlando у 2001 році.

## Axel F
У 1984 Фальтермаєр створює свій найвідоміший твір — «Axel F», головну тему до фільму Поліцейський з Беверлі-Гіллз, за яку в 1986 році отримує свою першу Греммі. Цю інструментальну композицію він записав за допомогою синтезаторів Roland Jupiter 8, Moog Modular, Roland JX3P, Yamaha DX7 і драм-машини LinnDrum. На неї було зроблено велику кількість кавер-версій, включаючи версію Murphy Brown vs. Captain Hollywood — «Axel F 2003» і ремікс 2005 року від Crazy Frog, що посів перше місце в чарті Британії.

## Вибрана дискографія
В ролі композитора
- Викрадач сердець (1984)
- Поліцейський з Беверлі-Гіллз (1984)
- Флетч (1985)
- Найкращий стрілець (1986) (спільно з Джорджіо Мородером)
- Смертельна красуня (1987)
- Поліцейський з Беверлі-Гіллз 2 (1987)
- Людина, що біжить (1987)
- Танго і Кеш (1989) (саундтрек вийшов 2006)
- Флетч живий (1989)
- Вогонь, лід і динаміт (1990)
- Каффс (1992)
- Астерікс завойовує Америку (1994)
- Подвійний Копець (2010)
- Найкращий стрілець: Маверік (2022) (спільно з Гансом Циммером)
- Поліцейський з Беверлі-Хіллз: Аксель Фоулі (2024)

Як аранжувальник
- Опівнічний експрес (1978)
- Лисиці (1980)
- Американський жиголо (1980)

В ролі автора пісень / продюсера / аранжувальника (вибране)
- Amanda Lear: I am a Photograph (1977)
- Giorgio Moroder and Chris Bennett: love's in You, love's in Me (1978)
- Giorgio Moroder: Battlestar Galactica (1978)
- The Three Degrees: Three D (1979)
- Rena Mason : Cherchez la Femme (1979)
- Donna Summer: Bad Girls (1979)
- Donna Summer: The Wanderer (1980)
- Sparks: Terminal Jive (1980)
- Giorgio Moroder: E=mc2 (1980)
- Donna Summer: i'm A Rainbow (1981, shelved until 1996)
- Al Corley: Square Rooms (1984)
- Laura Branigan: Self Control (1984)
- Laura Branigan: Hold Me (1985)
- Richard T. Bear: The Runner (1985)
- E. G. Daily: Wildchild (1985)
- Billy Idol: Whiplash Smile (1986)
- Donna Summer: All Systems Go (1987)
- Jennifer Rush: Heart Mind Over (1987)
- Jennifer Rush: Passion (1988)
- Pet Shop Boys: Behaviour (1990)
- Falco: Jeanny (Remix) (1991)
- Falco: Emotional (Remix) (1991)
- Bonnie Tyler: All in One Voice (1999)